# Répertoire de notaires
 (octobre 2013).
Le répertoire est le registre dans lequel un notaire note, dans l’ordre chronologique, les actes passés dans son étude. 

## Histoire
Bien qu'ils fussent mis dès 1539 dans l'obligation d'établir des répertoires, les notaires  préférèrent jusqu'au deuxième tiers du XVIIe siècle tenir leurs actes en registres , une liste sommaire de noms des parties, située en tête ou en fin de registre, tenant parfois lieu de tables. À la fin de ce siècle, l'habitude de relier les minutes entre elles se perdit surtout au Nord du royaume, au profit d'une conservation des actes en feuilles volantes regroupées en liasses. L'intérêt de tenir un répertoire à part, s'en trouva renforcé : il devait participer de la bonne conservation de minutes dont le risque de perte était accru, mais également prévenir les fraudes de datation. Les mesures fiscales du dernier tiers du XVIIe siècle vinrent asseoir leur qualité, comme sans doute aussi le prix de plus en plus élevé que représentait la clientèle ou “ pratique ” d’un office donné lors de sa transmission, par rapport au titre de l’office lui-même. Ce sont cependant les lois révolutionnaires, le décret-loi du 29 septembre-6 octobre 1791, qui rendirent obligatoire leur tenue, enjoignant à tous les notaires de déposer dans les deux premiers mois de chaque année, au greffe  du tribunal, un double de leur répertoire de l’année précédente . La loi du 25 ventôse an XI (16 mars 1803) confirma ces mesures en ses articles 29 et 30 .
Depuis le 14 mars 1928, les notaires sont tenus de déposer leurs minutes et répertoires de plus de 125 ans d’âge (délai passé à 100 ans en 1971 et 75 ans en 2008) dans des services d’archives publiques - réseau des Archives départementales ou aux Archives nationales (site de Paris) pour les notaires exerçant dans la capitale, ou à défaut de les mettre à disposition du public au sein de l'office.

## Composition
Le répertoire résume la teneur des actes que le notaire dresse quotidiennement. D'une présentation variable qui se résume le plus souvent à une simple liste (date / nom des parties – type d'actes) avant la Révolution, leur organisation interne se trouve codifiée au XIXe siècle, les différentes pages s'apparentant alors à un tableau pré-imprimé qui comprend en théorie une série de sept colonnes  :  la première indique le numéro d'ordre de l'acte, la deuxième sa date, les troisième et quatrième sa nature (minute ou brevet), la cinquième les nom et domicile des parties ainsi que la nature des biens en jeu, enfin les sixième et septième les relations avec l'administration de l'Enregistrement. 
Il existe également d’autres types de répertoires, fruits d’initiative individuelle des études, mais qui n’ont aucune valeur juridique. La présence d’une table alphabétique de clients par exemple, dont la rédaction n’est pas obligatoire, constitue un instrument de recherche complémentaire, mais peu souvent conservé ; exceptionnellement, elle peut se trouver incluse dans le registre, même si selon les règles en vigueur au XIXe siècle, ces tables sont tenues parallèlement aux répertoires. Ce type de sources s'avère pourtant très précieux pour la recherche. La plupart des études ont adopté comme système d’indexation le fichier alphabétique par nom de personnes ; une fiche par client résume les date et nature des actes. Ces fichiers restent très exceptionnels pour les périodes anciennes.
Les répertoires peuvent être très soignés, surtout à partir de la fin du XVIIe siècle et au XVIIIe siècle. Des clercs adroits à manier la plume, ou simplement inspirés, les ont parfois ornés de motifs graphiques d’une grande dextérité, de caricatures, voire de dessins représentants des animaux. 

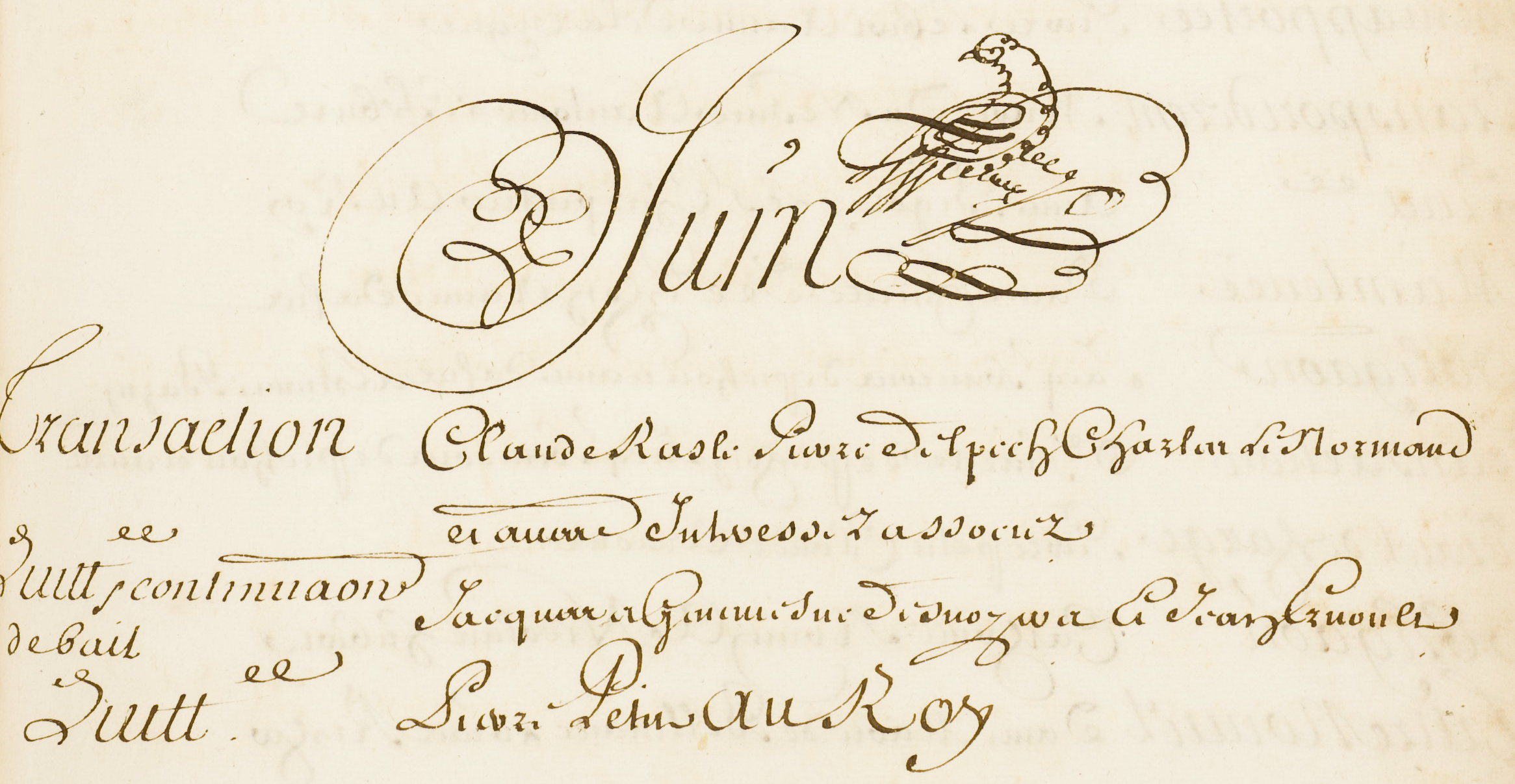
Page de répertoire de notaire. Archives nationales, MC/RE/CXVIII

Les répertoires sont la première source d’accès aux minutes elles-mêmes passées dans une étude. Au Minutier central des notaires, ils sont classés par étude et portent la cote MC/RE (pour Minutier central / répertoire), suivie du numéro de l'étude en chiffres romains et d'un numéro d'ordre en chiffres arabes, par exemple MC/ET/CXVIII/152.